# Victor Pellissier
Pour les articles homonymes, voir Pellissier.
Victor Pellissier est un homme politique français né le 16 juillet 1811 à Mâcon (Saône-et-Loire) et décédé le 30 juillet 1884 à Chaintré (Saône-et-Loire).

## Biographie
Élève de l'école Polytechnique, il est lieutenant d'artillerie en 1835. Il prend sa retraite en 1864 comme chef d'escadron, après avoir dirigé l'arsenal de Rennes. Il reprend du service pendant la guerre de 1870 où il est nommé général de brigade des troupes auxiliaires, chargé de défendre Dijon et la vallée de la Saône. Il est représentant de Saône-et-Loire de 1871 à 1876, siégeant à gauche. Il est conseiller général du canton de La Chapelle-de-Guinchay de 1871 à 1880.
Il est nommé chevalier de la Légion d'honneur le 16 juillet 1852 et promu officier le 17 septembre 1871.

## Sources
- « Victor Pellissier », dans Adolphe Robert et Gaston Cougny, Dictionnaire des parlementaires français, Edgar Bourloton, 1889-1891 [détail de l’édition]